# Omovies
Omovies - Festival del Cinema Omosessuale, Transgender e Questioning è un festival cinematografico a tematica LGBTQ che si svolge a Napoli dal 2008.
Organizzato dall'associazione gay-lesbica i Ken Onlus, è, cronologicamente, la prima rassegna tematica nel suo genere in Italia meridionale. In termini di interesse la manifestazione ha ricevuto un sempre maggiore riscontro, sì da vedere la collaborazione di personaggi di rilievo mediatico sia tematico che mainstream come la deputata Vladimir Luxuria e il conduttore televisivo Fabio Canino.

## Storia
La prima edizione del festival si tenne al cinema Astra di Napoli dal 29 al 31 ottobre 2008; l'intenzione dei creatori dell'evento, Carlo Cremona e Marco Taglialatela, esponenti di i Ken Onlus, era quella di istituire una rassegna i cui film in concorso non riflettessero solo l'ottica gay, ma anche ogni generale riflessione sul mondo LGBTQ (da cui il termine questioning che fa parte della denominazione del festival); grazie al patrocinio del comune di Napoli, inoltre, gli organizzatori si rivolsero anche al mondo della scuola: nei tre appuntamenti mattutini furono invitati gli alunni di altrettanti istituti superiori della città al fine di informare e sensibilizzare sul tema dell'omofobia e del bullismo a scuola.
Per i suoi caratteri di originalità Omovies fu giudicato dalla comunità LGBTQ il miglior evento gay del 2008.
La seconda edizione si tenne dal 29 ottobre al 1º novembre 2009 e vide come presidente di giuria Vladimir Luxuria; in concorso, in linea con le intenzioni degli organizzatori, anche film non direttamente trattanti la tematica LGBTQ, quale per esempio Il seme della discordia di Pappi Corsicato; in tale edizione furono proiettati anche film storici come Una giornata particolare, del 1977, di Ettore Scola (con Marcello Mastroianni e Sophia Loren) e l'attore Luca Zingaretti presentò una sezione della rassegna.
L'edizione 2010 si è tenuta dal 15 al 18 dicembre, ancora al cinema Astra di Napoli e ha visto nuovamente la partecipazione di Vladimir Luxuria, in tale occasione madrina dell'evento, mentre il padrino è stato il conduttore Fabio Canino; nella giuria anche altri personaggi di rilievo come la ballerina e attrice spagnola Marjo Berasategui; nel quadro della rassegna, oltre alle proiezioni, è stato ospitato anche un convegno dal titolo Cinema omosessuale: visibilità e distribuzione il cui relatore era il regista Lorenzo Gigliotti, docente presso l'Università di Salerno.
L'edizione del 2011 si è tenuta dal 15 al 18 dicembre al cinema Astra. Madrina di eccellenza Vladimir Lixuria, presentatrice Miss Priscilla. Il gran Galà è stato ricco di ospiti come Mariagrazia Cucinotta e Alessandro Preziosi
L'edizione del 2013 si è tenuta dal 16 al 20 dicembre all'Institut Français di Napoli, sede del Consolato Francese, con la partecipazione di Vladimir Luxuria. Il 16 dicembre c'è stata l'anteprima del progetto omovies@school in collaborazione con il PAN-Palazzo delle arti di Napoli e l'Assessorato alla cultura e turismo. Dal l18 al 20, presso la sala A. Dumas dell'istitut Fracais si entra nel vivo del festival con tutte le proiezioni. Non sono mancate importanti testimonianze di opere fuori concorso, tra cui il film "Lo sconosciuto del Lago".
L'edizione del 2014 si è tenuta dal 9 al 13 dicembre, questa volta All'Institut Français di Napoli, sede del Consolato Francese, ancora una volta con la partecipazione di Vladimir Luxuria sempre come madrina dell'evento, la conduzione è stata assegnata ad un personaggio di grande rilievo nel cinema e nel teatro, Maria Bolignano. Anno di grandi soddisfazioni per Omovies, infatti dopo appena ventiquattro ore dalla premiazione del film "Luigi e Vincenzo" lo stesso film vince Imola film festival.
L'edizione del 2015 torna al cinema Astra dal 7 all'11 dicembre, partendo subito con il botto, con la realizzazione di uno spot che farà il giro del web. Altra conduttrice d'eccellenza per quest'anno Priscilla Drag, accompagnata ormai da una figura pilastro di questo festival Vladimir Luxuria, anche quest'anno madrina. Presidente della Giuria  Enrico Lo Verso. Special Guest Marco Maddaloni e Romina Giamminelli.
L'edizione del 2016 si è tenuta al cinema Astra dal 13 al 17 dicembre, con gran Galà e premiazioni il giorno 17 dicembre a palazzo Grenoble, con tanti interventi di rilievo, dal il console francese Jean-Paul Seytre al CorAcor . Immancabile la presenza di Vladimir Luxuria come madrina, con una presentarice di eccellenza Ines Rodriguez. Durante il corso delle serate non sono mancate proiezione speciali,  come "Kiki" di Sara Jordeno.
L'edizione del 2017 si tiene ancora al cinema Astra dal 13 al 16 dicembre, con gran Galà e premiazione il giorno 16 dicembre all'Institut Français. La decima edizione del festival ha visto aggiunto un premio speciale: "The Vincenzo Ruggiero awards" che va a premiare il miglior attore esordiente giovane. Questo premio fu istituito in seguito alla triste e drammatica storia di Vincenzo Ruggiero, il ragazzo ucciso a Napoli in un luglio maledetto. Torna nell'undicesima edizione Priscilla Drag come conduttrice, e la nostra sempre presente Vladimir Luxuria come madrina.
L'edizione del 2018 cambia location e approda al cinema heart dall'11 al 15 dicembre, con gran Galà e premiazione il giorno 15 Teatro Posillipo di Napoli. Presentatrice e show drag Priscilla la star di Mikonos che per la prima volta ad OMOVIES sarà con il suo celeberrimo spettacolo musicale accanto a Priscilla la partecipazione di Vincenzo de Lucia e tanti altri. Madrina Vladimir Luxuria. Grande attesa per il debutto del corAcor – Napoli Rainbow Choir versione 4.0 diretti ed arrangiati dal M° Maria Gabriella Marino.
L'edizione del 2019 si è tenuto alla Fondazione Made in Cloister dal 9 al 14 dicembre, show drag Priscilla
L'edizione del 2020 è stata sicuramente una delle più complicate a causa della pandemia SARS-Covid-19, nonostante la crisi pandemica il festival non si ferma neache in quest anno. si è tenuto dal 19 al 30 dicembre online sul sito di omovies.
L'edizione del 2021 si è tenuta dal 13 al 19 dicembre online (per rispettare le misure di restrizione della mandemia SARS-Covid19) e dal 16 al 18 dicembre in presenza presso la fondazione FoQus. Nonostante le difficoltà dovute alle restrizioni ancora una volta Priscilla Drag omaggia il festival della sua presenza come presentatrice e torna a grande richiesta Vladimir Luxuria come madrina di Omovies.

## Film Vincitori Omovies
ANNO 2021Best Short Fiction - Pappo e Bucco ,director Antonio Losito
- Best Medium Fiction - Journey to the shore ,
- Best Long Fiction - Canela ,

Premio speciale Omovies – i Ken
- produzione cinematografica - Giuseppe Bucci

Menzione speciale  
“Corpi Liberi” - Fabiomassimo Lozzi
Menzione Speciale
“ Histoire d’Une Larme”-Jo Coda
Premio Vincenzo Ruggiero
“Marlene Super Hero” - Gael Nyte France
Premio Giuria Popolare Giovani 2021
“Corpi Liberi” - Fabiomassimo Lozzi
ANNO 2020
- BEST SHORT FICTION – ROADKILL, director Aliza Brugger
- BEST LUNGO FICTION – NOWHERE, directors David Salazar, Francisco Salazar (Colombia/United States 2020 – 87 min)
- BEST SHORT DOCUMENTARY – O BABADO DA TOINHA, director Sérgio Bloch (Brazil 2020 – 13 min) BEST SHORT FICTION
- BEST MEDIUM DOCUMENTARY – MI PEQUENO GRAN SAMURAI, director Arantza Ibarra (Spain 2020 – 22 min)
- BEST LUNGO DOCUMENTARY – COPACABANA PAPERS, director Fernando Portabales (Argentina 2020 – 108′

Premio Vincenzo Ruggiero
- “Mascara “ Riccardo Arpaia

Premio Speciale Omovies 13a – Miglior Attore Under 30
- “in casa con Claude” di Mario Autore

Premio Speciale Omovies 13a – Miglior Esordiente 2020
- “Ubbidire” di Giovanni Cipolletta

ANNO 2019
- Best Short Fiction –  IN ZONA CESARINI di SIMONA COCOZZA  (ITALIA 2018-13’)
- Best Medium Fiction  – TIME & AGAIN DI RACHEL DAX  (UK 2019-28’)
- Best Long Fiction 2019  – 15 YEARS di YUVAL HADADI (USA 2019-30’)
- Short Documentary –APRÈS LE SILENCE AFTER THE SILENCE di SONAM LARCIN  (BELGIUM 2019-23’)
- Best Medium Documentary  – NON È AMORE QUESTO DI TERESA SALA (ITALIA 2018-20’)
- Best Long Documentary  – IO SONO SOFIA DI SILVIA LUZI  – (ITALIA 2019-83’)

Premio Vincenzo Ruggiero
- - “L’inversione dei poli” di Antonio Miorin

Premio SIAE
- Progetto Idee Differenti
  - Alessandro Rauccio “scarpette rosse”
  - Marta Sappa “Cuore non Duole”

ANNO 2018
- Vincitore lungometraggio fiction/Winner Feature Fiction: “Mark’s diary”di Jo Coda
- Vincitore Mediometraggi fiction/Winner Medium Film:“Il condannato a morte” di Matteo Blanco
- Vincitore corti fiction/Winner Short Film:“13.11-2 El hijo de Fatima”di Carlotta Piccinini
- Vincitore Mediometraggi documentari/Winner Medium Documentary:” The world is round so that nobody can hide in the corners” parte 1 e 2 di Leonardo Goddinho
- Vincitore lungometraggio documentario/Winner Feature Documentary:  “Sidney and friends”di Tristan Aitchison

```
    
Premio Vincenzo Ruggiero
```

- ” Evening Shadows” di Sridar Rangayan
- Premio Under 25/Prize Under 25:
  - i Simone Amoruso e Giacomo Pugliese per il corto “Non riesco a dormire” di Donato Luigi Bruni.

```
   
Special Mention Short Film :
```

- “Chutz” di Uri Schachter

```
   
Special Mention Medium Film:
```

- “Non riesco a dormire” di Donato Luigi Bruni

```
   
Special Mention Feature Documentary:
```

- “Au printemps tu verras” di Nicolas Gerifaud

ANNO 2017
- Best Medium Fiction- “El Mundo Entero” -director Julìan Quintanilla
- Best Short Fiction -”Tristan” -Sonam Larcin e Gaspard Granier

Premio Vincenzo Ruggiero
- Best Long Fiction -  “AEffetto Domino”-director Fabio Massa
- Best Short Fiction- “Lettera a sua Figlia” - director Giuseppe Nuzzo

Menzione speciale  
“XAVIER” -director Jo Coda
ANNO 2016
- Best Medium Documentary- “Homophobic Interlude” -director Victor Reis
- Best Long Documentary  - “Vida de Rainha” -director Luciana Avellar
- Best Short Fiction-”Heterox”-director Maxime Pourbaix
- Best Medium Fiction-”Pool”-director Leandro Go
- Best Long Fiction-”Bullied to death “ -director Giovanni Coda

Premio Speciale
- -”Il diritto di provocare”-director Andrea Francesco Ermanno Giuliano

Premio Speciale
- “La ricetta” -director Luigi Pironaci

Premio Speciale
- “Misteriosofica fine di una discesa agli inferi”-director Giuseppe Bucci

ANNO 2015
- Best Short Documentary- "Cuestión de corazón, si asi se le puede llamar" -Director Alessandro Gattuso
- Best Medium Documentary -"Tan pis One" -Director Bruna Rodrighez
- Best Long Documentary- "Leaving Africa"- Director Iiris Härmä
- Best Short Fiction- "The spring in my life"-Director Yun Cho Yeon
- Best Medium Ficton-"Sombre papeis"- Director Pedro Paolo
- Best Long Fiction- "Der slat"-Director Kim Schicklang

ANNO 2014
- Best Short Fiction- “Instrict Moral Evil”-Director Harm Weistra
- Best Medium Fiction-  “Le malliot de bain”- Director Mathilde Bayle
- Best Short Documentary- “Mama, please forgive me” - Director Ibai Virgil-Escalera.
- Best Medium Documentary -“Il rosa nudo” -Documentary Giovanni Coda.
- Best Short Animation- “Scroscio d’amore”- Director Maria Balzarelli.

Premio Speciale
- “La conoscenza prima di tutto”

ANNO 2013
Premio Speciale I Ken
- “Chi Vuoi Che Sia” -Director Davide Vigore e Riccardo Canella

Premio Speciale SPI CGIL Campania
- “ Luigi e Vincenzo” -DIrector Giuseppe Bucci - Il premio va per L’interpretazione di Francesco Paolantoni e Giuseppe Bucci

Premio Speciale La Scuola Del Cinema
- - “No place like OZ” - Director Alberto Massarese

ANNO 2012
- Best Short Fiction- “Una Notte Ancora”- Director Giuseppe Bucci

Premio Speciale Miglior Actor
- “Violetta ,La Cortigiana”-Director David Casal

Premio Speciale Miglior Sceneggiatura
- “Io mi chiamo Paul ovvero la spinta dal basso istinto ovvero ancora al contrario”- Director Elena L.Pirozzi

Premio Speciale I Ken
- “Rifiuta L’Omofobia” -Director Aldo Marinetti

Premio Speciale Scuola del Cinema
- “La Rapina”-Director Lorenzo Cammisa

ANNO 2010
```
 
Premio Speciale CONDOMIX
```

- “ + o - sesso il sesso confuso”-Director Andrea Adriatico Giulio

Premio Speciale
- “Riparo”- Director Marco Simon Puccioni

Premio Speciale
- “Alla Luce Del Sole”- Director Federico Cappabianca

Premio Speciale
- “Plan B”-Director Marco Berger

Premio Speciale
- “Donne moi la main”-Director Pascal-Alex Vincent

## Premi e riconoscimenti
Nell'edizione del 2010, il festival prevedeva 13 categorie di riconoscimenti, alcuni direttamente a cura di i Ken Onlus, altri a cura delle varie organizzazioni che aderiscono all'evento:
- Premio i Ken ONLUS (miglior lungometraggio)
- Premio Omovies
- Premio migliore regia
- Premio migliore sceneggiatura
- Premio migliore fotografia
- Premio migliore attore
- Premio migliore attrice
- Premio miglior cortometraggio
- Premio e-management
- Premio Condomix (miglior lavoro informativo sulla sicurezza nei rapporti sessuali)
- Premio Mediateca Santa Sofia (a cura della Mediateca Santa Sofia di Napoli)
- Premio CGIL nuovi diritti (a cura della segreteria regionale CGIL Campania)
- Premio Scuola di Cinema di Napoli (a cura della Scuola del Cinema di Napoli)